# 少女少年0話
「少女少年0話」（しょうじょしょうねんゼロわ）は、やぶうち優による日本の女装漫画作品。1990年に漫画同人誌『MemoryMaker Vol.2』に掲載された。
商業誌では2006年に小学館から発行された『やぶうち優ファンBOOK やぶうち優の♀♂（おんなのこ おとこのこ）なお話』に収録された。「~0話」のタイトルはこの時に便宜的に付けられたもので、初出時には付いていない。
1997年度の小学館の学年別学習雑誌『小学六年生』に連載された『少女少年』（以下、『少女少年I』と記述）の原型となった作品で、設定の大筋は『少女少年I』に酷似している。

## 概要
本作は当初、小学館の少女漫画雑誌『ちゃお』で中学2年生でプロデビューしたやぶうちが大学受験時代（1987年 - 1988年頃）に、「（大学に）合格してお仕事再開したあかつきに……『ちゃお』で連載させてもらおう」と構想していたものだった。しかし、やぶうちが受験に失敗して1年間の浪人生活を余儀なくされた上に、その間に『ちゃお』編集部が男の子の主人公を認めなくなるという方針転換も重なり、以後9年間、やぶうちが構想していた『少女少年』は「お蔵入り」になったという。
作品設定は『少女少年I』と非常によく似ている。ただし、小学館の学習雑誌・『小学六年生』に連載された『少女少年I』では主人公やヒロインたちの学年設定が小学6年生となっているのに対し、本作の主人公やヒロインは、やぶうちがプロの漫画家としてデビューしたのと同じ中学2年生に設定されている。
その他、『少女少年I』での紗夜香の役どころに相当する亀山は、プロの芸能人ではなくアマチュアバンドのメンバーで、「村崎役」の曲（まがり）の姪という設定。
また、晶に相当する大山千里は「女装が趣味」と公言し、中学校の文化祭では本名で「ミス一中」に選出されて大勢の生徒の前で女装姿でその歌声を披露している。ただし、小川ちさとの芸名でアイドルデビュー後もクラスメート・鶴村がその正体に気づかないなど、作品設定に無理があり、この「女装が趣味」の設定は『少女少年I』では採用されていない。

## 登場人物
大山千里（小川ちさと）
一中2年B組。14歳。女装が趣味で、（自称）スポーツ万能。成績は「中の下」。『少女少年I』の水城晶（白川みずき）の原型となった。
中学校の文化祭でロングヘアのかつらを付けた姿で女装して「ミス一中」に選出され、その歌声を披露していたところを、芸能プロの曲（まがり）に見い出され、女の子アイドル・小川ちさととしてデビュー。トントン拍子で「超売れてる人気アイドル」となる。
曲（後述）によればルックス・歌唱力は半端ではなく、声はボーイソプラノのような透明感と天使の様なイメージを持つという。
鶴村
一中2年B組。大山千里のクラスメートの女子。『少女少年I』の赤沢智恵子の原型キャラクター。アイドルは嫌いなのに、なぜか小川ちさとは好きだという。小川ちさとの正体には気づいていない模様。
清水みるく
アイドル少女。『少女少年I』の青野るりの原型キャラクター。「小川ちさと」の正体を知るが、性格が内気なので秘密は守っている。大山千里に好意を持っているらしい。本作ヒロインの中で唯一フルネームが明らかになっている。
亀山
一中2年B組。大山千里のクラスメートの女子。『少女少年I』の黒木紗夜香の原型キャラクター。芸能プロの曲（後述）の姪で、自分のやっているバンドを見てもらうために曲を文化祭に呼んだ。大山千里＝小川ちさとをマークしている。
曲（まがり）
サングラスをかけた芸能プロ。『少女少年』シリーズの村崎ツトムの原型キャラクター。姪の亀山に呼ばれて一中の文化祭に顔を出し、そこで女装姿の大山千里をスカウトする。自分は男だと正体を明かした千里に強引に、女装をしてアイドルになるように言い、訳が分からないうちにデビューさせた。作者によると「大人の男性を描くのが苦手なやぶうちが、一生懸命考えた大人の記号の集大成」（スーツ・ネクタイ・サングラス・いつもくたびれ乱れているため判りにくい七三分けの髪型など）。